# Herman Keiser
Herman Walter Keiser (* 7. Oktober 1914; † 24. Dezember 2003) war ein US-amerikanischer Profigolfer, der dafür bekannt ist, im Jahr 1946 das Masters in Augusta gewonnen zu haben, was sein einziger größerer Erfolg bleiben sollte.

## Karriere
Keiser wurde in Springfield, Missouri geboren und arbeitete zunächst als Assistent im Portage Country Club in Akron, Ohio. Später wurde er Head Professional im Firestone Country Club in Akron. Als die USA in den Zweiten Weltkrieg eintraten musste Keiser jedoch seine Karriere unterbrechen. Er diente drei Jahre lang bei der NAVI an Bord der USS Cincinnati als Lagerist. Nachdem er 1945 entlassen worden war, spielte er Golf auf der PGA Tour. Sein ernstes, verbittertes Auftreten brachte ihm dort den Spitznamen Missouri Mortician (Totengräber aus Missouri) ein. Im Jahr 1946 wurde er in Golfer Kreisen unsterblich, indem er das Masters in Augusta gewann. Im Jahr 1947 war er Teil des Ryder Cup Teams, verlor jedoch als einziger seines Teams gegen Sam King. 1950 zog er sich zurück und kaufte eine Driving Range. Er starb im Jahr 2003 an Alzheimer.